# アフリカゾウ
アフリカゾウ（阿弗利加象、Loxodonta africana）は、長鼻目ゾウ科アフリカゾウ属に分類されるゾウ。サバンナゾウともいう。

## 分布
アンゴラ、ウガンダ、エチオピア、エリトリア、カメルーン、ケニア、コンゴ民主共和国、ザンビア、ジンバブエ、ソマリア、タンザニア、チャド、中央アフリカ共和国、ナイジェリア、ナミビア、ブルキナファソ、ボツワナ、マラウイ、マリ、南アフリカ共和国、南スーダン、モザンビーク、ルワンダ
ブルンジ、モーリタニアでは絶滅した。エスワティニに再導入された。
コンゴ盆地を除くサハラ以南のアフリカに分布する。

## 形態
以下の解説は、マルミミゾウを本種に含む分類に従っている。
頭胴長（体長）6 - 7.5メートル。尾長1 - 1.3メートル。肩高3 - 3.9メートル。最大体重10トンと、現生する陸棲動物では最大種。皮膚は分厚く、多くの皺がある。皺の多い皮膚は、水浴びにより水分を蓄えるのにも適している。皮膚の色彩は灰色。老齢個体ではピンク色。
前肢の蹄は4本、後肢の蹄は3本。
耳介は非常に大型で幅広く、放熱や体温調節などに役立つと考えられている。門歯（牙）は、雌雄共に発達する。オスでは最大350センチメートルに達する。この牙は争いや、塩や木の根を食べるために土を掘る時に用いられる。生後30年ほどのオスは、興奮すると側頭部から液体が分泌される（マスト）。鼻の先端には、上下にそれぞれ1つずつ突起がある。
2014年に発表されたゲノム配列が決定している哺乳綱13種の嗅覚受容体の解析では、本種の嗅覚受容体の機能遺伝子数は1,948（比較対象として他種ではラット1,207、ウシ1,186、マウス1,130、ウマ1,066、イヌ811、ヒト396など）という解析結果が得られている
出産直後の幼獣は肩高85 - 140センチメートル、体重90 - 135キログラム。

## 分類
以前は現生種では本種のみでアフリカゾウ属を構成すると考えられており、マルミミゾウは本種の亜種とされていた。分子系統解析から亜種マルミミゾウ（シンリンゾウ）を独立種として分割する説が提唱され、2005年に発表された『Mammal Species of the World』第3版では独立種とする分類が採用されている。

## 生態
以下の解説は、マルミミゾウを本種に含む分類に従っている。
サバンナや森林に生息する。100 - 3,700平方キロメートルの行動圏内で生活する。メスとその幼獣からなる少なくとも3 - 10頭の群れを形成する。群れが代を重ねることで数百から1,000頭に達する大規模な群れに発展することもあるが、通常は分散する。群れでは、採食場や水場などの情報が共有・伝承される。オスは生後12 - 16年で群れを離れ、単独もしくは若いオスのみの繋がりの緩い群れを形成し生活する。幼獣のいる群れに危険が迫ると、成獣が幼獣の周囲を囲うようにして保護する。水浴びを好み、泥浴びを行った上で岩や木に体を擦り付ける。
食性はほぼ植物食で、基亜種は、主に草を食べる。地域によっては、600種の植物を食べていた例もある。1日あたり、100 - 300リットルの水を飲む。乾季に水が無くなった時は、干上がった川底などの地面を牙や前肢で掘って水を探す。
繁殖様式は胎生。発情間隔は16週間。繁殖期になるとオス同士で発情したメスを巡って争う。通常は地域で優位のオスが決まっておりそのオス以外は交尾を行わないが、マスト状態の興奮したオスは優位のオスに戦いを挑む。妊娠期間は22か月。1回に1頭の幼獣を産む。出産間隔は4 - 9年。授乳期間は2 - 3年。メスは生後10年で性成熟するが、生後15 - 18年で初産を迎える。寿命は60 - 80年。
その大きな体から成獣に天敵はおらず、それどころかライオンやカバですら怒り狂ったアフリカゾウを前に逃げ出してしまうことが多いため、地上最強の動物と称されることも多い。
また、彼らは記憶力も良く、牙や耳の形状で相手を判別し、80近くにもなる鳴き声を組み合わせ名前で相手を呼び合っているという研究結果もある。

## 人間との関係
以下の解説は、マルミミゾウを本種に含む分類に従っている。
干ばつ、民族紛争、象牙目的の乱獲などにより生息数は減少した。象牙の高騰化や、内乱や民族紛争によって自動小銃・機関銃などの火器が密猟者に渡ったことにより幼獣も含めた群れの虐殺が行われるなどの密猟の手口が悪質化している問題もある。ガンビアでは1913年に、ブルンジでは1970年代に、モーリタニアでは1980年代に絶滅した。エスワティニでは1920年代に絶滅したが、1980年代から1990年代に再導入された。一部地域では減少傾向にあるが地域によるものの1960 - 1980年代を底打ちに生息数は漸増傾向にあると推定され、2000年代には大半を占めるアフリカ大陸東部個体群や南部個体群では生息数は年あたり4%の上昇率で増加しているという報告例もある。1976年にガーナ個体群がワシントン条約附属書IIIに、1977年に附属書IIに、1990年からは附属書I（1997年にジンバブエ、ナミビア、ボツワナ、南アフリカ共和国の個体群はワシントン条約附属書II）に掲載されている。1995年における生息数は、35,490 - 49,985頭と推定されている。1970年代における生息数は2,700,000頭、1980年における生息数は1,000,000頭、1988年における生息数は620,000頭と推定されている。1995年における生息数は約280,000頭が確認され、580,000頭と推定されている。
人間に慣れにくく、サーカスや労役目的での飼育は困難である。仲間を殺されたときなど、直接人間を待ち伏せして殺したり、直接襲いかかるのが危険な場合は、人間が飼っている家畜（牛など）を殺すことが報告されている。
日本では2020年の時点でゾウ科単位で特定動物に指定されており、2019年6月には愛玩目的での飼育が禁止された（2020年6月に施行）。

## 牙を持たない個体
前述のように、アフリカゾウは象牙目的の乱獲によって生息数を減らした。しかしながら、近年、牙を持たない個体の割合が増加している。モザンビーク内戦の影響で、モザンビークのゴロンゴーザ国立公園に生息するアフリカゾウのメスの51%は牙を持たない個体だったことが、判明した。また、タンザニアのルアハ国立公園に生息するアフリカゾウのメスの35%も牙を持たない個体だった。牙を持っていると、乱獲者に狙われやすくなるため、牙を持たない個体が生物学的に優位な状況になり、その遺伝子を伝えていったと考えられている。また、ケニアでは牙がなくなってはいないものの、牙の大きさは小さくなっており、オスは通常の5分の1、メスは通常の3分の1しかなかった。オスよりメスの方が牙を持たない個体が多いことの理由として、オスの場合、メスを巡る生存競争において不利になるからだと考えられている。